# ساری عاشیق
ساری عاشیق   یکی از سرشناسترین عاشیقهای قرن هفدهم است. 
ساری عاشیق   که در قرن هفدهم، اواخردورۀ صفویّه زندگی میکرد، به «غریب عاشیق»، «ساری عاشیق» و «حق عاشیقی» معروف بود. بنظر میاید که وی در یکی از دهات شهرستان اهر به دنیا آمده، دوران جوانی خود را در منطقه قره داغ به سر آورده و سپس آنگاه به آن سوی ارس کوچید و در دهی به نام «قاراداغلی» ساکن شده است. اطلاعات تاریخی در مورد زندگی این عاشیق اندک است. مقبره او در روستای Güləbird قرار دارد. 

## داستان‌عاشیقییاخشی و ساری
در جوانی دختری «یاخشی» نام را دوست می‌داشت. عاشیقهای بعدی بر زمینه این عشق منظومه ای با نام «یاخشی و ساری» آفریده اند. صمد بهرنگی نوشته است که مزار ساری عاشیق را سنگ قبری پوشانده است که تنها نقش یک ساز بر آن دیده می‌شود. این مزار پشت به قبله و روبه تپه‌ی یاخشی است.
| عاشیق ترسینه قویون   |  | عاشیق را در خلاف جهت خاک کنید     |
| یویون ترسینه قویون   |  | غسل داده بعد در خلاف جهت خاک کنید |
| یاخشی نین قیبله سینه |  | رو به قبله یاخشی                  |
| منی ترسینه قویون     |  | مرا خلاف جهت خاک کنید             |

## بایاتیهای ساری عاشیق
بایاتی (Bayatı) از انواع سروده های عاشیقی است که رواجش در بین عامه مردم، بیش از سایر انواع ادبی است. هر بایاتی چهار مصراع دارد و هر مصراع از ۷ هجا تشکیل می‌شود. مصراعهای اول، دوم و چهارم هم قافیه بوده و مصراع سوم آن آزاد است. دو مصراع نخست تمهیدی برای گفتن جان کلام در مصراعهای سوم و چهارم به کار گرفته شود. بایاتی شباهت بسیاری با دوبیتی دارد. بایاتی برگرفته از نام قومی قدیمی از اقوام »اوغوز« (ترک) یعنی »بایات« (بیات) بوده است. بایاتیهای ساری عاشیق معروف هستند. 

## پیوند به‌بیرون
صفحه ویکیپدیای ترکی آذربایجانی:  Sarı Aşıq